# Les Boréades
Abaris ou Les Boréades (Abaris oder Die Boreaden) ist die letzte Oper des französischen Komponisten Jean-Philippe Rameau. Das Libretto stammt vermutlich von Louis de Cahusac. Die Oper hat fünf Akte und entstand 1763, ein Jahr vor Rameaus Tod. Uraufgeführt wurde sie erst am 14. April 1975 in der Queen Elizabeth Hall in London (konzertant) und am 21. Juli 1982 im Théâtre de l’Archevêché in Aix-en-Provence (szenisch).

## Handlung
Im Mittelpunkt der Oper steht die Liebe zwischen Alphise, der Königin von Baktrien, und Abaris, dem untergeordneten Gehilfen des Oberpriesters von Apollon. Diese Liebe ist so aufrichtig, dass alle Gesellschaftsunterschiede und gesellschaftlichen Konventionen übertreten werden. Alphise gibt sogar den Thron auf, um mit ihrem Geliebten zusammen zu sein. Das Libretto trägt freimaurerische Elemente und nimmt Gedanken der französischen Revolution voraus.

### Erster Akt
Wald in Baktrien
Szene 1. Alphise, Königin von Baktrien, und ihre Hofgesellschaft vertreiben sich die Zeit bei der Jagd. Die Königin findet daran nur wenig Gefallen. Ihre Vertraute Sémire drängt sie, sich einen Ehemann zu wählen. Die Prinzen Calisis und Borilée werben bereits um sie. Beide sind Nachfahren des Windgottes Borée, und einem alten Gesetz zufolge darf nur ein solcher über Baktrien herrschen. Alphise jedoch liebt Abaris, einen Fremdling ungeklärter Abstammung. Der Oberpriester Adamas glaubt, er sei königlicher Herkunft. Sémire warnt Alphise vor dem möglichen Zorn Borées.
Szene 2. Borilée macht Alphise Komplimente.
Szene 3. Auch Calisis begibt sich zu ihr, um an seinen Anspruch zu erinnern. Alphise bittet beide um Geduld. Sie wolle den Rat Apollons abwarten.
Die Dekoration wird schöner
Szene 4. Im Auftrag Calisis’ tritt eine als Plaisirs (Vergnügungen) und Grazien gekleidete Schaustellergruppe auf (Divertissement). Sémire, Calisis und der Chor behaupten, das Vergnügen halte Kümmernisse von der Ehe fern. Alphise hingegen warnt, dass ein plötzlich auftretendes Unwetter jederzeit die trügerische Ruhe (der Liebe) stören könnte (Ariette: „Un horizon serein“).

### Zweiter Akt
Vorhalle des Apollotempels; im Hintergrund desselben der Altar
Szene 1. Abaris, der seine Kindheit im Dienst Apollons verbrachte, fleht den Gott um Hilfe an, da er unter seiner hoffnungslosen Liebe zu Alphise leidet („Charmes trop dangereux“).
Szene 2. Der Oberpriester Adamas betrachtet den Betenden mitfühlend. Er erinnert sich an das Gebot Apollons, dass Abaris erst dann von seiner Herkunft erfahren dürfe, wenn er sich durch seine Tugenden seines göttlichen Bluts würdig erwiesen habe. Als Abaris ihm von seiner Liebe zur Königin erzählt, rät er ihm, den Weg zum Ruhm zu suchen.
Szene 3. Adamas befiehlt den anderen Priestern, Abaris genauso zu gehorchen wie ihm selbst, solange es noch keinen neuen König gibt.
Szene 4. Die von einem Traum beunruhigte Alphise kommt in den Tempel, um die Hilfe der Götter zu erflehen („Ministres saints, le trouble, l’épouvante“).
Szene 5. Alphise erzählt, dass ihr Borée inmitten unzähliger Blitze auf einer düsteren Wolke erschienen sei und gedroht habe, ihr Reich zu verwüsten. Bestürzt bietet Abaris sich selbst als Ersatzopfer an und beschwört Apollon und L’Amour um Hilfe. Da Alphise auf ihn aufmerksam wird, bleibt ihm nichts anderes übrig, als ihr seine Liebe zu gestehen. Er befürchtet zwar, sie dadurch zu beleidigen, doch Alphise gibt zu erkennen, dass sie seine Gefühle erwidert.
Szene 6. Borilée, Calisis, Alphises Gefolge und Priester treffen ein, und alle gemeinsam bringen zum Ruhm Apollons ein Schauspiel zur Aufführung, das Borées Raub der Orytie (Oreithyia) zum Thema hat (Divertissement). Zum Abschluss erscheint der Liebesgott L’Amour persönlich in grellem Licht und reicht der Königin einen magischen Pfeil, der sein Einverständnis mit ihrer Liebe zu Abaris symbolisiert. Dennoch weist er darauf hin, dass ein Nachfahre Borées die Königskrone erhalten werde.

### Dritter Akt
Idyllische ländliche Gegend
Szene 1. Alphise will die von ihrem Traum ausgelösten Angstgefühle durch die Hoffnung auf Erfüllung ihrer Liebe verdrängen („Songe affreux“).
Szene 2. Abaris befürchtet, dass Alphise dem Druck des Volkes nachgeben und ihn verlassen könnte. Sie versichert ihm, dass sie nur ihn liebe.
Szene 3. Calisis, Borilée und das Volk feiern die bevorstehende Hochzeit mit Tänzen und einem Lobpreis auf die eheliche Liebe.
Szene 4. Adamas drängt die Königin, eine Entscheidung zu treffen und den künftigen König zu benennen. Da sie nicht gegen ihre eigenen Gefühle handeln will, erklärt sie ihren Rücktritt und überlässt dem Volk die Wahl eines neuen Königs. Sie überreicht dem glücklichen Abaris den Zauberpfeil. Das Volk zeigt Verständnis für ihre Entscheidung. Calisis und Borilée hingegen bekräftigen ihren Anspruch auf den Thron und rufen den Windgott Borée um Rache an. Während eines Gewittersturms ergreifen die Nordwinde („Aquilons“) Alphise und tragen sie zum Entsetzen des Volkes mit sich fort.

### Vierter Akt
[Verwüstete Landschaft]
Szene 1. Während das Volk hinter der Bühne das schreckliche Geschehen beklagt und die Götter um Hilfe anruft, zeigt sich Borilée zutiefst befriedigt über die Rache Borées.
Szene 2. Abaris betrauert die Verwüstungen und das Schicksal Alphises („Lieux désolés“).
Szene 3. Adamas fordert Abaris auf, den zornigen Gott zu besänftigen und seine Liebe zu Alphise aufzugeben. Nach einem kurzen Moment des Zögerns greift Abaris zu seinem Pfeil, um sich damit zu durchbohren. Adamas weist ihn jedoch darauf hin, dass der Pfeil ihm durch seine Zauberkraft einen Weg zu seinen Feinden weisen könne, um diese zu überwinden. Er lässt Abaris mit dieser Aufgabe zurück. Abaris bittet den Lichtgott Apollon um Hilfe.
Szene 4. Die Muse Polymnie (Polyhymnia) und die Jahreszeiten treten auf (Ballett mit der „Gavotte pour les heures“, der ‚Gavotte für die Stunden‘). Sie verkünden Abaris, dass ihn die Zephire durch die Lüfte und über die Meere bis zum Wohnsitz des Donners tragen werden.

### Fünfter Akt
Das Reich Borées
Szene 1. Borée befiehlt den Winden, ihre Verwüstungen fortzusetzen. Diese fürchten sich jedoch vor der Macht des sich nähernden Abaris.
Szene 2. Alphise erklärt Borée, Borilée und Calisis, dass sie eher in den Tod oder die Sklaverei gehen als ihnen nachgeben werde.
Szene 3. Um Alphise weiteren Qualen auszusetzen, will Borée sie in die Höhle der Winde bringen lassen (Chor: „Qu’elle gémisse“).
Szene 4. Da erscheint Abaris und bezwingt die Gegner, indem er sie mit seinem Pfeil berührt. Apollon steigt vom Himmel herab.
Szene 5. Der Lichtgott offenbart den Anwesenden die Herkunft Abaris’: Seine Mutter war eine Nachfahrin Borées. Diesem bleibt nun nichts anderes übrig, als Abaris’ Anspruch auf Alphise und den Thron einzugestehen. Abaris erlöst die Prinzen, indem er sie erneut mit dem Pfeil berührt. Auf einen Befehl Apollons verwandelt sich das düstere Reich Borées zu neuer Schönheit, und das glückliche Paar besingt seine Liebe („Que l’Amour embellit la vie“), während die Oper mit einem letzten Divertissement endet.

## Gestaltung

### Musik
Les Boréades gilt als Zusammenfassung von Rameaus kompositorischen Leistungen. Die von ihm entwickelten Neuerungen finden sich hier in der traditionellen Form einer Tragédie lyrique. Inhaltliche Abweichungen vom Standard sind beispielsweise die gleichzeitige Darstellung der Heldin Alphise als Opfer und als Geliebte. Sie wird hier gleich von drei Männern begehrt. Die männliche Hauptfigur Abaris ist ein zweifelnder und schwächlicher Antiheld, der sich über seine Fehler klar ist. Erst im letzten Akt erkennt er seine göttliche Herkunft und entwickelt Selbstbewusstsein. Die Musik ist stärker ausgearbeitet als in Rameaus früheren Werken und übertrifft an Bedeutung das Bühnengeschehen. Ausgehend von der mythologischen Hauptquelle, der im Divertissement des zweiten Akts pantomimisch dargestellten Erzählung von Boreas und Oreithyia, liegt ein besonderer Schwerpunkt auf der Darstellung des Übernatürlichen, des „Merveilleux“. Die Protagonisten Alphise und Abaris wirken nur noch wie Spielfiguren höherer Mächte. Die vielfältigen Ballette und Divertissements sind direkt in die Handlung eingebunden und treiben diese voran. Auch der Chor wird handlungstragend eingesetzt. Er hat insgesamt 22 Auftritte in unterschiedlichsten Kombinationen und Formen.
Szenenübergreifende Zusammenhänge schafft Rameau durch intervallische und motivische Verbindungen. Beispielsweise erklingen Motive der Sturmmusik zur Entführung Oreithyias auch in Alphises Arie „Un horizon serein“ (I:4), im Ballett des zweiten Akts, zur Entführung Alphises beim pausenlosen Übergang vom dritten in den vierten Akt und bei der Überwindung Borées im letzten Akt.
Die Instrumentierung ist differenziert ausgearbeitet. In der nach italienischem Vorbild dreisätzigen Ouvertüre kündigen Hörner bereits die Jagdgesellschaft des ersten Akts an, in den die Ouvertüre direkt übergeht. Im zweiten Akt bieten Flöten einen Kontrast zur Heftigkeit der Sturmmusik. Das Lamento „Lieux désolés“ (IV:2) wird von den durchbrochenen Stimmen der Flöten, Violinen und Bässen begleitet. Diese Arie ist einer der musikalischen Höhepunkte der Oper. Den Auftritt der Muse Polymnie (IV:4) nannte Graham Sadler einen der schönsten Einzelsätze im Gesamtwerk Rameaus.

### Orchester
Die Orchesterbesetzung der Oper umfasst die folgenden Instrumente:
- Holzbläser: zwei Piccoloflöten, zwei Flöten, zwei Oboen, zwei Klarinetten (optional), zwei Fagotte
- Blechbläser: zwei Hörner
- Pauken, Trommel
- Streicher (mit geteilten Bratschen)
- zwei Cembali

## Werkgeschichte
Les Boréades ist Rameaus letztes Bühnenwerk. Es entstand 1763, viele Jahre nach seiner vorangegangenen Tragédie lyrique Zoroastre von 1749. Das Libretto wurde posthum in zwei unabhängigen Quellen des 18. Jahrhunderts dem bereits 1759 verstorbenen Louis de Cahusac zugeschrieben, enthält aber einige für diesen uncharakteristische Merkmale. Beispielsweise werden die historischen Quellen hier mit großer Freiheit verwendet. Die für Cahusac typischen Freimaurer-Symbole existieren zwar in Form einer Initiationsreise, eines magischen Talismans und mehrerer Apollon-Symbole, werden aber im Vergleich zu seinem Libretto für Zoroastre nur spärlich eingesetzt. Für die hier verwendeten simile-Arien finden sich keine anderen Beispiele in Cahusacs Werk. Graham Sadler mutmaßte, dass sich der Text in Cahusacs Nachlass befunden haben könnte, aber nachträglich verändert wurde. Der Musikwissenschaftler Herbert Schneider wies hingegen darauf hin, dass die „maßgeblichen Autoren“ Cahusacs Autorschaft nicht mehr bezweifeln. Der Einfluss der Freimaurer-Symbolik trete deutlich zutage.
Die erste Aufführung sollte im privaten Rahmen des französischen Königshofs in Schloss Choisy stattfinden. Proben dazu gab am 25. April 1763 (entgegen älteren Vermutungen nicht 1764) in Paris und am 27. April in Versailles. Zu den Mitwirkenden gehörten die damaligen Opernstars Sophie Arnould und Pierre de Jélyotte. Die Proben wurden jedoch nach einem Monat abgesetzt. Stattdessen wurde im Juni 1763 die tragische Oper Ismène et Isménias, ou La fête de Jupiter des Komponisten Benjamin de Laborde aufgeführt. Die Ursachen könnten einerseits die (vermuteten) ideellen Gehalte des Librettos – die revolutionären Ideen der Gleichheit und einer sich selbst verwirklichenden Frau („C’est la liberté qu’il faut que l’on aime“, dt. ‚Es ist die Freiheit, die man lieben soll‘) – gewesen sein, andererseits auch schlicht Geldmangel, Intrigen (wie die Musikwissenschaftlerin Sylvie Bouissou vermutet, denn Benjamin de Laborde galt als Liebhaber der Madame de Pompadour), die hohen technischen Anforderungen an die Sänger und das Orchester oder auch der Brand des Theaters der Académie Royale im selben Monat.
Vermutlich gab es in den 1770er Jahren eine konzertante Aufführung in Lille. 1896 präsentierten Louis Diémer und die Société des Instruments Anciens in Paris größere Ausschnitte Werks mit einer reduzierten Instrumentalbegleitung für Cembalo, Viola d’amore, Viola da gamba und Fidel.
1964 sendete der französische Rundfunk Auszüge der Oper, die jedoch wenig Beachtung fanden. Die konzertante Uraufführung fand erst am 14. April 1975 in der Queen Elizabeth Hall in London unter der Leitung von John Eliot Gardiner statt, der das Werk selbst einrichtete. Die szenische Uraufführung gab es am 21. Juli 1982 im Théâtre de l’Archevêché beim Festival d’Aix-en-Provence. Gardiner dirigierte seine English Baroque Soloists und den Monteverdi Choir. Regie führte Jean-Louis Martinoty. Die Choreografie stammte von Catherine Turocy. Die Tänzer kamen von der New York Dance Company. Die Sänger waren Jennifer Smith (Alphise), Anne-Marie Rodde (Sémire), Lucinda Houghton (Polymnie), Martine Marsh (Nymphe), Philip Langridge (Abaris), John Aler (Calisis), Jean-Philippe Lafont (Borée), Gilles Cachemaille (Borilée), François Le Roux (Adamas), Stephen Varcoe (Apollon) und Elizabeth Priday (L’Amour). Eine Studioaufnahme mit derselben Besetzung wurde auf CD herausgegeben.:14867
Seitdem gab es eine Reihe weiterer Produktionen:
- 1983: Opéra de Lyon – Dirigent: John Eliot Gardiner.[1]
- 1984: Royal Academy of Music London – deutlich gekürzte Fassung von Graham Sadler; Dirigent: Roger Norrington.[1]
- 1993: Birmingham Touring Opera – englische Fassung von Amanda Holden; Dirigent: Simon Halsey; Inszenierung: Graham Vick.[1]
- 1996: Stuttgart – halbszenisch; Dirigent: Frieder Bernius; Inszenierung: Marco Santi.[10][9]:14868
- 1999: Salzburger Festspiele – Dirigent: Simon Rattle; Inszenierung: Karl-Ernst und Ursel Herrmann[11]
- 2003: Opéra Garnier Paris, Théatre de Caen, Brooklyn Academy of Music in New York und Barbican Centre London – Les Arts Florissants, La La La Human Steps, Dirigent: William Christie; Inszenierung: Robert Carsen.[8][12]
- 2004: Opéra de Lyon und Opernhaus Zürich – Les Musiciens du Louvre, Chor, Orchester und Tänzer der Opéra de Lyon; Dirigent: Marc Minkowski, Inszenierung: Laurent Pelly.[12][13]
- 2005: Opéra national du Rhin im Kulturzentrum La Filature Mülhausen und Straßburg – Le Concert d’Astrée, Dirigentin: Emmanuelle Haïm; Inszenierung: Laurent Laffargue.[8][12]
- 2019: Opéra de Dijon – Le Concert d’Astrée, Dirigentin: Emmanuelle Haïm; Inszenierung: Barrie Kosky.[14]
- 2022: Oldenburgisches Staatstheater – Dirigent: Felix Pätzold; Inszenierung: Christoph von Bernuth.[15] Dabei handelte es sich um die erste vollständige szenische Aufführung in Deutschland überhaupt.[16]

## Aufnahmen
- Juli 1982 – John Eliot Gardiner (Dirigent), English Baroque Soloists, Monteverdi Choir.
 Jennifer Smith (Alphise), Anne-Marie Rodde (Sémire), Lucinda Houghton (Polymnie), Martine Marsh (Nymphe), Philip Langridge (Abaris), John Aler (Calisis), Jean-Philippe Lafont (Borée), Gilles Cachemaille (Borilée), François Le Roux (Adamas), Stephen Varcoe (Apollon), Elizabeth Priday (L’Amour).
 Studioaufnahme; Besetzung der szenischen Uraufführung.
 Erato LP: STU 715343.[9]:14867
- 27. April 1996 – Frieder Bernius (Dirigent), Marco Santi (Inszenierung), Barockorchester Stuttgart, Kammerchor Stuttgart.
 Marie-Noelle de Callatay (Alphise), William Kendall (Abaris), Markus Brutscher (Calisis), Gotthold Schwarz (Borée und Adamas), Bernard Deletré (Borilée).
 Live aus Stuttgart.[9]:14868
- 29. Juli 1999 – Simon Rattle (Dirigent), Orchestra of the Age of Enlightenment, European Voices.
 Barbara Bonney (Alphise), Heidi Grant Murphy (Sémire, Polymnie, Nymphe und L’Amour), Charles Workman (Abaris), Jeffrey Francis (Calisis), David Wilson-Johnson (Borée), Russell Braun (Borilée), Lorenzo Ragazzo (Adamas und Apollon).
 Live, konzertant aus der Royal Albert Hall in London.[9]:14869
- 2003 – William Christie (Dirigent), Robert Carsen (Inszenierung), Édouard Lock (Choreografie), Les Arts Florissants, La La La Human Steps.
 Barbara Bonney (Alphise), Anna Maria Panzarella (Sémire), Jael Azzaretti (Nymphe), Paul Agnew (Abaris), Toby Spence (Calisis), Laurent Naouri (Borée), Stéphane Degout (Borilée), Nicolas Rivenq (Adamas und Apollon).
 Video; live aus dem Palais Garnier in Paris.
 Opus Arte OA0899D (1 DVD).[9]:14870
- 2019 – Emmanuelle Haïm (Dirigent), Barrie Kosky (Inszenierung), Katrin Lea Tag (Ausstattung und Kostüme), Franck Evin (Licht), Otto Pichler (Choreografie), Le Concert d’Astrée.
 Hélène Guilmette (Alphise), Emmanuelle de Negri (Sémire, Polymnie, L’Amour, Nymphe), Mathias Vidal (Abaris), Sébastien Droy (Calisis), Christopher Purves (Borée), Yoann Dubruque (Borilée), Edwin Crossley-Mercer (Adamas, Apollon).
 Video, live aus der Opéra de Dijon.
 Videostream auf france.tv.[17]
- 23.–25. Januar 2020 – Václav Luks (Dirigent), Collegium 1704.
 Deborah Cachet (Alphise), Caroline Weynants (Sémire), Pavla Radostová (Polymnie), Anna Zawisa (erste Nymphe), Tereza Malickayová (zweite Nymphe), Mathias Vidal (Abaris), Benedikt Kristjánsson (Calisis), Nicolas Brooymans (Borée), Tomáš Šelc (Borilée), Benoît Arnould (Adamas), Lukáš Zeman (Apollon), Helena Hozová (L’Amour).
 Aus der Opéra Royal im Châteaux de Versailles.
 Châteaux de Versailles.[6]

## Digitalisate
- Les Boréades, RCT 31: Noten und Audiodateien im International Music Score Library Project
- Partitur-Manuskript, 1763. Digitalisat bei Gallica
- Partitur-Manuskript, entstanden zwischen 1771 und 1789. Digitalisat bei Gallica
- Partitur-Manuskript von Lard-Esnault, entstanden zwischen 1870 und 1895. Digitalisat bei Gallica